# Az-Záfir fátimida kalifa
Az-Záfir (1133. február 23. – 1154. április 15.) Egyiptom kalifája 1149-től haláláig.
Al-Háfiz kalifa fiaként született, és édesapja halála után, alig 16 évesen, 1149-ben lépett Egyiptom trónjára. Rövid uralkodása alatt tulajdonképpen vezérei birtokolták helyette a tényleges hatalmat, ő maga a különböző élvezetekbe merült. 1154-ben, 21 éves korában, nem teljesen tisztázott körülmények között meggyilkolták. Utóda 5 éves fia, al-Fáiz lett.

## Fordítás
- Ez a szócikk részben vagy egészben  az   Al-Zafir című angol Wikipédia-szócikk fordításán alapul.  Az eredeti cikk szerkesztőit annak laptörténete sorolja fel. Ez a jelzés csupán a megfogalmazás eredetét és a szerzői jogokat jelzi, nem szolgál a cikkben szereplő információk forrásmegjelöléseként.
- Ez a szócikk részben vagy egészben  az   az-Zafir című német Wikipédia-szócikk fordításán alapul.  Az eredeti cikk szerkesztőit annak laptörténete sorolja fel. Ez a jelzés csupán a megfogalmazás eredetét és a szerzői jogokat jelzi, nem szolgál a cikkben szereplő információk forrásmegjelöléseként.